# Fuerza de Tareas 50
La Fuerza de Tareas de Búsqueda y Rescate o Fuerza de Tareas 50 (FT 50) fue una unidad de la Armada Argentina designada para el efecto de buscar y rescatar tripulantes y medios navales y aeronavales en el Teatro de Operaciones del Atlántico Sur (TOAS).
Su comandante fue el capitán de navío Héctor Martini, dependiente del comandante del TOAS, vicealmirante Juan José Lombardo.

## Historia
El capitán de navío Martini dispuso al ARA Alférez Sobral a navegar entre la zona de Río Gallegos y las islas Malvinas, y al ARA Comodoro Somellera entre este archipiélago y las aguas de Río Grande.
Martini creó tres grupos aeronavales de búsqueda y rescate compuestos, cada uno, por un avión Skyvan y un helicóptero Puma de la Prefectura Naval Argentina. Se destinó a ellos a Río Gallegos, Río Grande y Puerto Argentino. Además, de necesitarlo, contaba con el Grupo de Tareas 80.1.
En la batalla del 1 de mayo un bombardero Canberra BMK-62 de la Fuerza Aérea Sur fue derribado al norte de las Malvinas. El comandante Martini envió al ARA Alférez Sobral en búsqueda de la tripulación, la cual se había eyectado. El 3 de mayo helicópteros enemigos atacaron dañando gravemente al buque y matando ocho tripulantes incluido el comandante. Martini solicitó al grupo aeronaval de Malvinas despegara para apoyar la operación, los cuales no pudieron despegar por los ataques enemigos arreciantes. El ARA Alférez Sobral se apañó para regresar al continente. El 5 de mayo un avión Fokker F27 de la Fuerza Aérea Sur encontró al buque a una distancia de 30 millas náuticas al suroeste de Puerto Deseado. Hacia la tarde el buque llegó a Puerto Deseado.
El 2 de mayo el crucero ARA General Belgrano fue atacado y hundido por un submarino enemigo. Ante la primera confirmación del hundimiento, la FT 50 intervino en la búsqueda y rescate de los náufragos.

## Organización
- Comando de la Fuerza de Tareas 50 (CFT 50).[1][10]
  - Comandante: capitán de navío Héctor Albino Martini.
    - Jefe de Estado Mayor: capitán de fragata Jorge Fiorentino.
      - Jefe de Operaciones: capitán de fragata Néstor Barrios.
      - Jefe de Búsqueda y Rescate: capitán de corbeta Fernando Sola.
        - Grupo de Tareas 50.1 (GT 50.1).
          - Aviso ARA Alférez Sobral (A-9) (comandante: capitán de corbeta Sergio Raúl Gómez Roca).
          - Aviso ARA Comodoro Somellera (A-10) (comandante: capitán de corbeta Julio Falke).